# Vékás Sándor
Vékás Sándor (Debrecen, 1972. július 28.) magyar költő, újságíró, információbiztonsági szakértő.

## Élete
1999 óta Budapesten él. 2004 előtti versei megtalálhatók a Magyar Elektronikus Könyvtárban (MEK), ismertebb gyerekkönyvei (Béka Béni Bárja, Hörcsög Herdinánd új lakása) pedig a Nemzetközi Digitális Gyermekkönyvtár (International Children's Digital Library – ICDL) anyagai között.
Felesége Kozák Kata (1973) festőművész. Gyermekei Csongor (2002) és Kamilla (2005). Magánhangzás című verseskötete 2019 júniusában jelent meg a Kossuth Kiadónál a 90. Ünnepi Könyvhétre.